# R-9飛彈

R-9洲際彈道飛彈

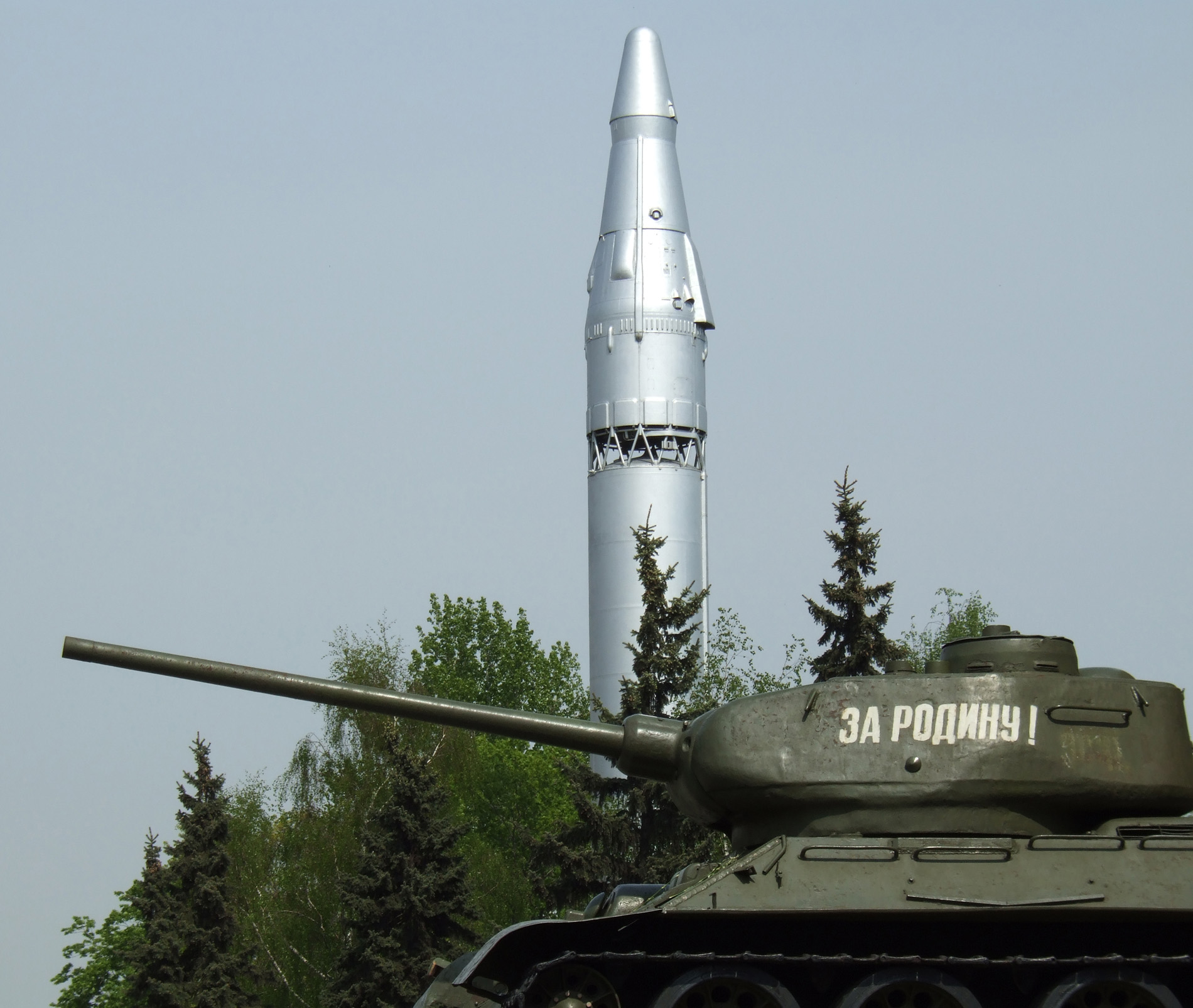
R-9 洲際彈道飛彈 and T-34

R-9(北約代號:SS-8)是一種蘇聯的二級洲際彈道飛彈。
R-9設計於1959年，首次試驗於1961年。相較於蘇聯以前的飛彈設計有相當的進步。R-9可提供1600公斤的酬载且有約11000公里的射程且精準度達2公里。它可於接到指令後的20分鐘內發射，火箭的發射系統由NPO "Electropribor"(烏克蘭，卡爾可夫)設計。
首次服役於1964年，搭載165萬噸到500萬噸當量的彈頭。雖然是最後使用低溫推進劑的蘇聯飛彈，這個設計廣泛的用於洲際彈道飛彈推進燃料。兩級火箭中的第一級使用由OKB-456 (之後重新命名為动力机械科研生产联合体)發展的 4室閉鎖循環設計。用桁架與第一級連接的第二級的火箭也採用 4室設計，但是使用開放式燃燒室，更適合極高空之處。這個火箭的引擎是OKB-154 設計團隊的產品。

## 資料
- 燃料:煤油、氧。
- 由GSKB "Spetsmash" of V.P.Barmin發射。
- 第一級發動機RD-111由OKB-456 of V.P.Glushko製造。
- 第二級發動機RO-9由OKB-154 of S.A.Kosberg製造。
- 165萬噸當量和230萬噸當量的彈頭。
- 在古比雪夫設施No.1生產。
- 在科澤利斯克部署2團的陸基飛彈、1團的地下發射井，在普列謝茨克部署1團的陸基飛彈。

## 使用者
苏联蘇聯戰略火箭軍是R-9唯一的使用者。
1. ↑  . www.russianspaceweb.com.   [2024-08-28]. （原始内容存档于2025-02-03）.
2. ↑  . web.mit.edu.   [2024-08-28]. （原始内容存档于2025-01-14）.